# Tobosi
Tobosi è un distretto della Costa Rica facente parte del cantone di El Guarco, nella provincia di Cartago.